# Platypolyzoon investigatoris
Platypolyzoon investigatoris is een mosdiertjessoort uit de familie van de Nolellidae. De wetenschappelijke naam van de soort is voor het eerst geldig gepubliceerd in 1912 door Annandale.